# Dłutówek
Dłutówek [pronunciación en polaco: /dwuˈtuvɛk/] es un pueblo en el distrito administrativo de Gmina Dłutów, dentro del Distrito de Pabianice, Voivodato de Łódź, en Polonia central. Se encuentra aproximadamente 3 kilómetros al oeste de Dłutów, 12 kilómetros al sur de Pabianice, y 28 kilómetros al sur de la capital regional, Łódź.